# Стеншев
Сте́ншев (пол. Stęszew) — місто в західній частині Польщі, на річці Саміца.

## Демографія
Демографічна структура станом на 31 березня 2011 року:
|          | Загалом | Допрацездатний вік | Працездатний вік | Постпрацездатний вік |
| -------- | ------- | ------------------ | ---------------- | -------------------- |
| Чоловіки | 2794    | 624                | 1968             | 202                  |
| Жінки    | 2923    | 539                | 1843             | 541                  |
| Разом    | 5717    | 1163               | 3811             | 743                  |